# Action Congress
Action Congress är ett klassiskt liberalt politiskt parti i Nigeria. Partiet grundades genom en sammanslagning av Alliance for Democracy, Justice Party, Advance Congress of Democrats och flera andra mindre politiska partier i september 2006. Partiet ställde upp Nigerias vicepresident Atiku Abubakar, som hoppade av People's Democratic Party, som sin presidentkandidat i presidentvalet 2007. Abubakar diskvalificerades från valet av Independent National Electoral Commission, men diskvalificeringen tillbakadrogs senare i högsta domstolen. För närvarande är Babatunde Fashola från Lagos partiets mest framträdande folkvalda medlem.
Den 21 april 2007 vann partiet 32 av det nigerianska parlamentets 360 platser och 6 av den nigerianska senatens 109 platser.
Efter PDP-kandidaten Umaru Yar'Aduas seger i presidentvalet 2007 har AC ifrågasatt valresultatet och försökt få till stånd en granskning av valet. Den 6 juli 2007 avstod partiet från att delta i Yar'Aduas regering (ett erbjudande som accepterades av ANPP och Progressive Peoples Alliance). En talesman för partiet hävdade att "there is no compelling moral, legal or political reason for us to join a government that we have told the whole world stole its mandate" och menade att ett deltagande i regeringen skulle innebära "partaking in stolen goods".